# Ямато (станция, Канагава)

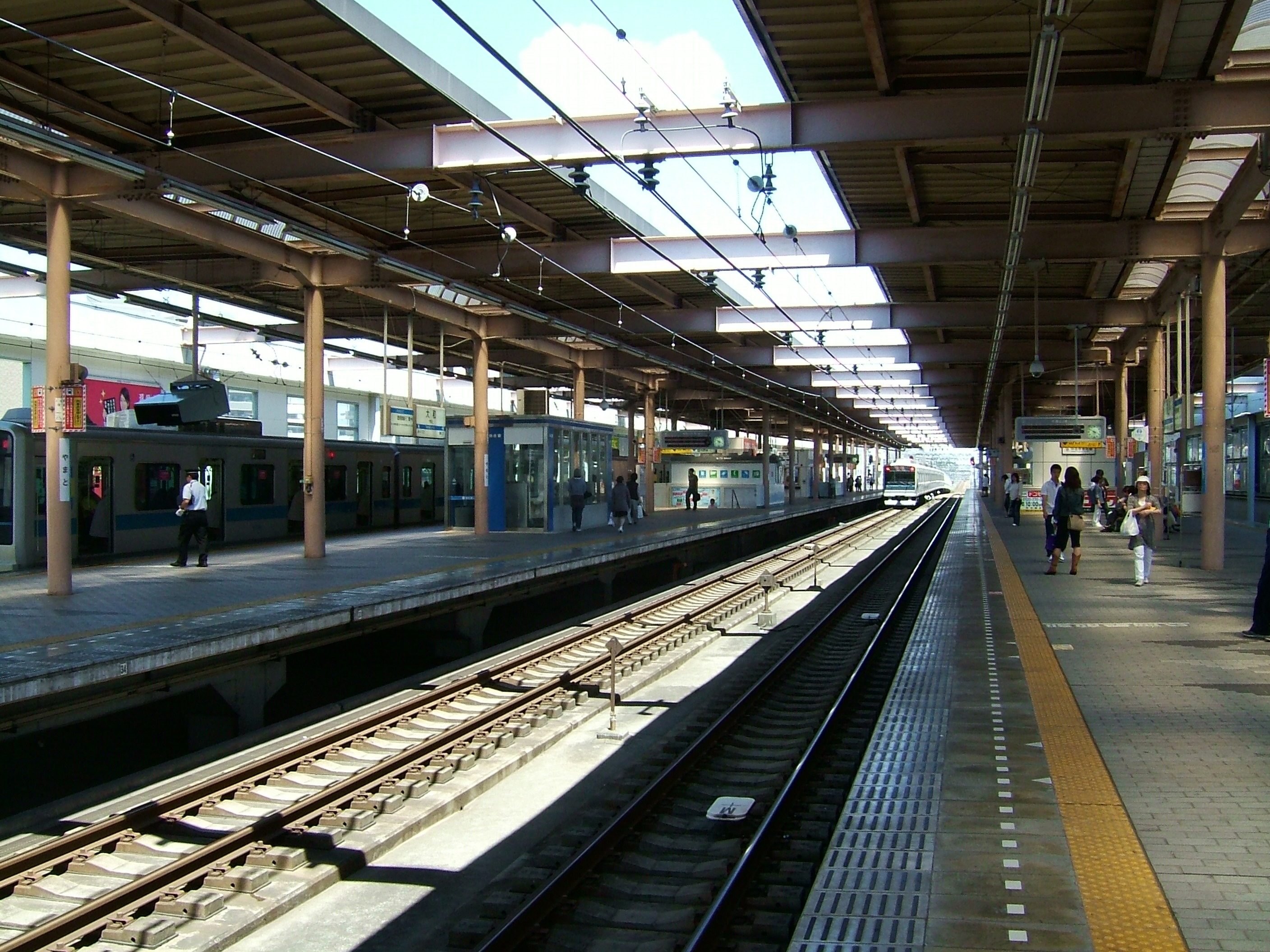
Платформы линии Одакю

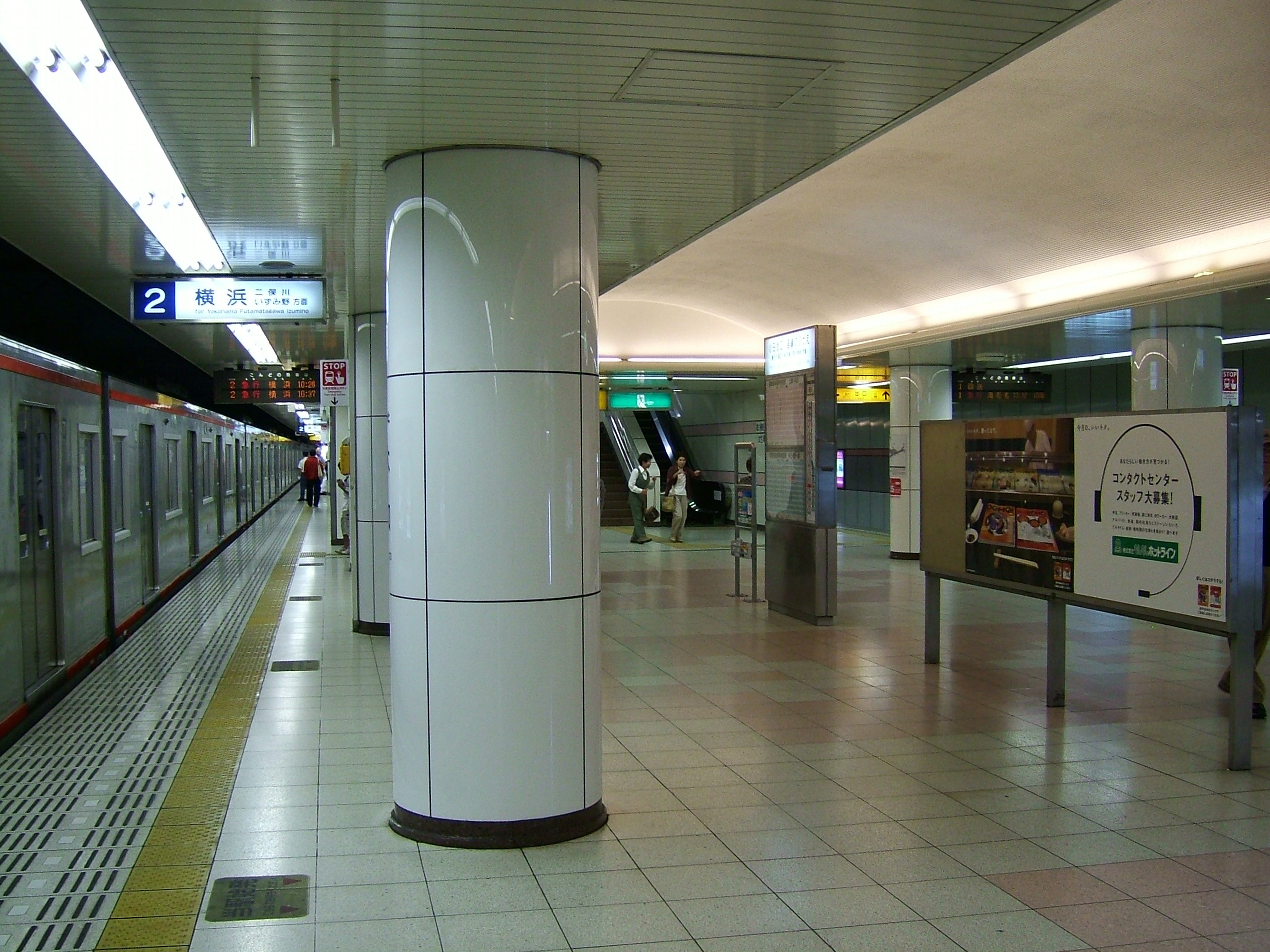
Платформы линии Сотэцу

Станция Ямато (яп. 大和駅 ямато эки) — железнодорожная станция на линиях Сотэцу и Эносима, расположенная в городе Ямато, префектуры Канагава. Станция расположена в 14,7 километра от конечной станции линии Сотэцу - Иокогама, и в 39,9 километра от конечной станции линии Одакю - Синдзюку. На станции установлены автоматические платформенные ворота.

## История
Станция была открыта 12-го мая 1926 года как остановка на линии Дзинцу. Станция Одакю была открыта 1-го апреля 1929 года под названием Ниси-Ямато (яп. 西大和駅 ниси ямато эки) и находилась немого западнее существовавшей тогда станции Ямато. 1 июня 1944 года станции были объединены и станция получила название — “Станция Ямато”. А 1986 году началась перестройка здания станции. В 1993 году пути и платформа станции Сотэцу были опущены под землю, что дало возможность расширить станцию Одакю, проложив ещё 2 пути и добавив ещё одну платформу островного типа к уже существующей к 1996 году.

## Линии
- Sagami Railway
  - Линия Сотэцу
- Odakyu Electric Railway
  - Линия Эносима

## Планировка станции

### Одакю
2 платформы островного типа и 4 пути соединённых надземным переходом. Здание станции расположено над путями.
| 1 | ■ Линия Эносима | Фудзисава,Катасэ-Эносима  |
| 2 | ■ Линия Эносима | Фудзисава, Катасэ-Эносима |
| 3 | ■ Линия Эносима | Сагами-Оно,Синдзюку       |
| 4 | ■ Линия Эносима | Сагами-Оно, Синдзюку      |

### Сотэцу
2 пути и одна платформа островного типа расположенные под землей.
| 1 | ■ Линия Сотэцу | Эбина                            |
| 2 | ■ Линия Сотэцу | Футаматагава, Иокогама, Идзумино |

## Близлежащие станции
| «             |               | Линия                                                 |               | »             |
| Линия Эносима | Линия Эносима | Линия Эносима                                         | Линия Эносима | Линия Эносима |
| ------------- | ------------- | ----------------------------------------------------- | ------------- | ------------- |
| Сагами-Оно    |               | Limited Express Homeway (特急ホームウェイ)(не всегда) |               | Фудзисава     |
| Сагами-Оно    |               | Limited Express Enoshima (特急えのしま)               |               | Фудзисава     |
| Тюо-Ринкан    |               | Rapid Express (快速急行)                              |               | Сёнандай      |
| Минами-Ринкан |               | Express (急行)                                        |               | Тёго          |
| Цурума        |               | Local (各駅停車)                                      |               | Сакурагаока   |
| Линия Сотэцу  |               |                                                       |               |               |
| Сэя           |               | Local (各駅停車)                                      |               | Сагами-Оцука  |
| Сэя           |               | Express (急行)                                        |               | Сагами-Оцука  |